# Долан, Тимоти Майкл
Ти́моти Майкл До́лан (англ. Timothy Michael Dolan; род. 6 февраля 1950, Сент-Луис, США) — американский кардинал. Титулярный епископ Натчеза и вспомогательный епископ Сент-Луиса с 19 июня 2001 по 25 июня 2002. Апостольский администратор Грин-Бея с 28 сентября 2007 по 9 июля 2008. Архиепископ Милуоки с 25 июня 2002 по 23 февраля 2009. Архиепископ Нью-Йорка с 23 февраля 2009. Кардинал-священник с титулом церкви Ностра-Синьора-ди-Гвадалупе-а-Монте-Марио с 18 февраля 2012.

## Ранние годы
Старший из пяти детей, Тимоти Долан родился в Сент-Луисе, штат Миссури, 6 февраля 1950 года и был сыном Роберта (умер в 1977 году) и Ширли (урожденной Рэдклифф) Долан. Его отец был инженером авиастроения, работая в качестве начальника участка в McDonnell Douglas. У него есть два брата, один из которых является бывшим радиоведущим ток-шоу, и две сестры. Семья позднее переехала в Бэллвин, пригород Сент-Луиса, где они посещали римско-католическую церковь Богомладенца Христа. Долан показал большой интерес к Римско-католическому священству с самого раннего возраста, когда говорил: «Я никогда не могу вспомнить время, когда я не хотел быть священником». Известно, что в детстве он играл в проведение мессы.

## Конклав 2013 года
На Конклаве 2013 года кардинал Долан вошёл в список основных папабилей. В международных средствах массовой информации, Долан упоминался в качестве возможного претендента на наследование Бенедикту XVI, который ушёл в отставку в 2013 году.

## Конклав 2025 года
Участник Конклава 2025 года, где был избран папа Лев XIV.